# Gigantium Arena

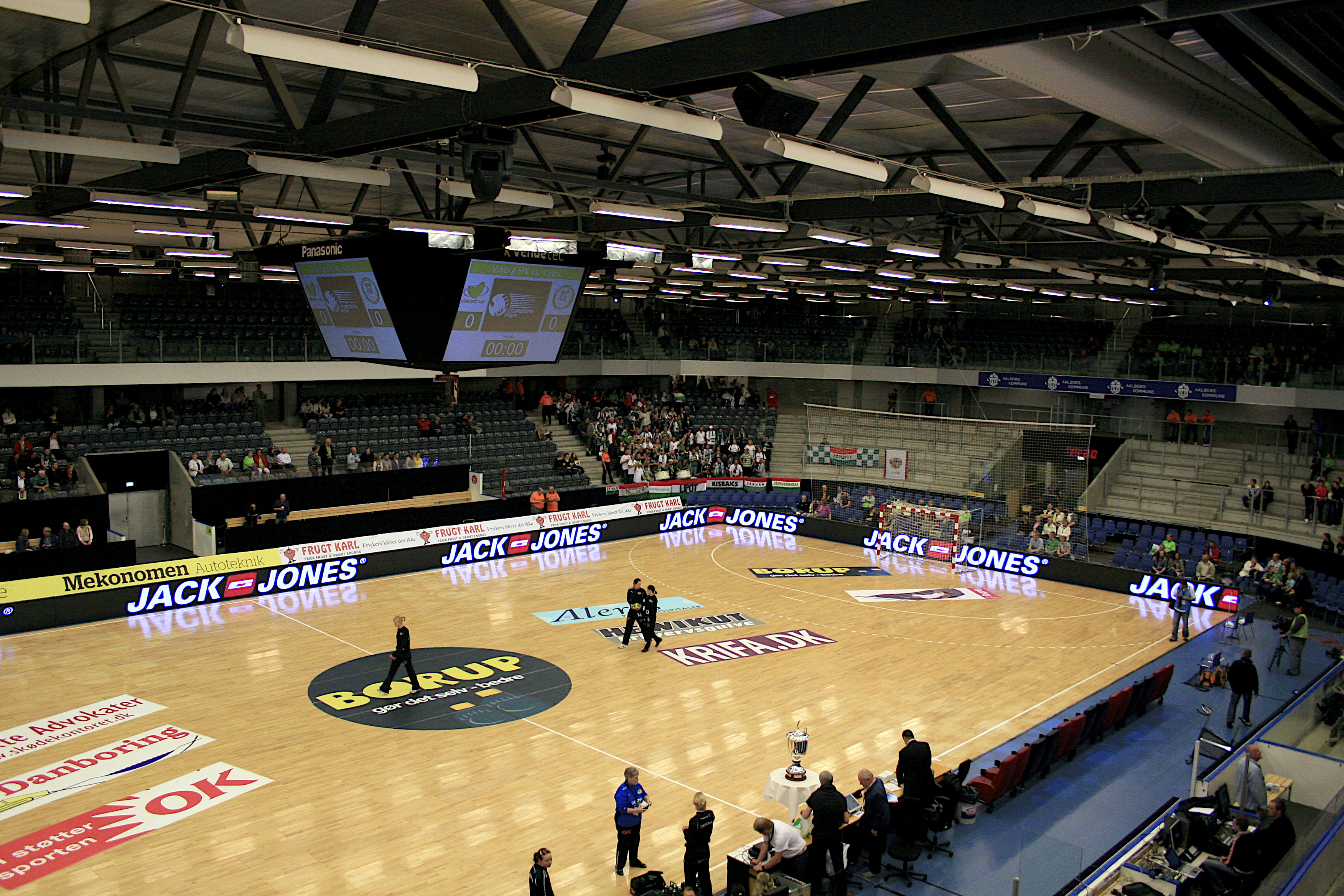
Interior de la arena Gigantium.

Gigantium Arena es una arena ubicada en la ciudad danesa de Aalborg, capital de la región de Jutlandia Septentrional. Su carácter multiusos permite que pueda ser utilizado para la celebración de conciertos, ferias y exposiciones. Sin embargo, el uso principal de dicho recinto es deportivo, siendo la sede en que se disputan los partidos del equipo Aalborg Håndbold, perteneciente a la liga danesa de balonmano. Igualmente, el equipo de hockey sobre hielo AaB Ishockey disputa sus partidos en un edificio anexo.
Varias estrellas internacionales han actuado en lugar, entre ellas se encuentran Kylie Minogue, Beyoncé, Take That, Shakira o Iron Maiden.
Su capacidad para eventos deportivos es de 5.000 espectadores, pudiéndose incrementar a 8.500 en el caso de conciertos.